# Benzaiten

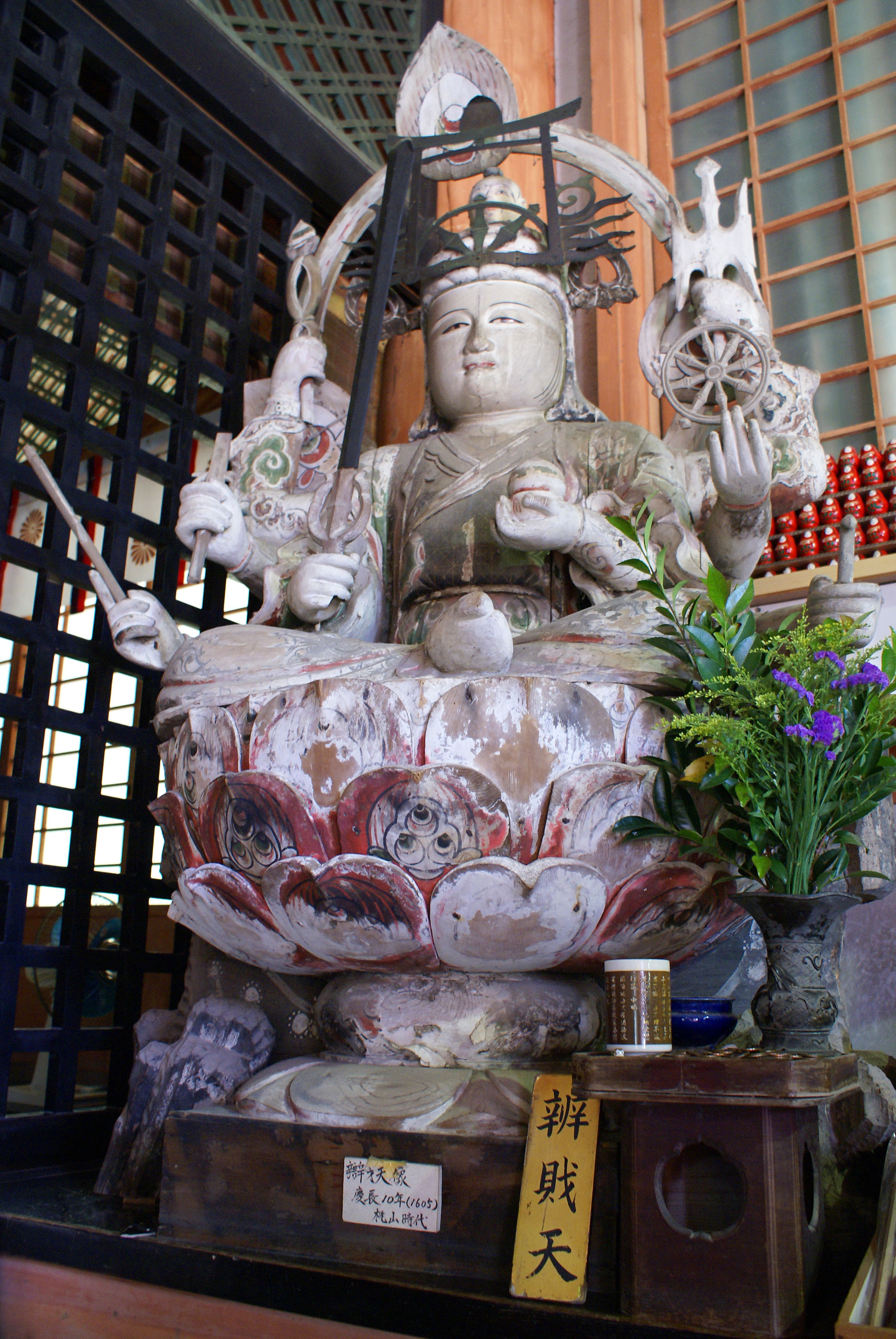
Benzaiten-Statue aus dem Jahr 1605 im Hōgon-ji auf Chikubushima im Biwa-See bei Nagahama, Präfektur Shiga

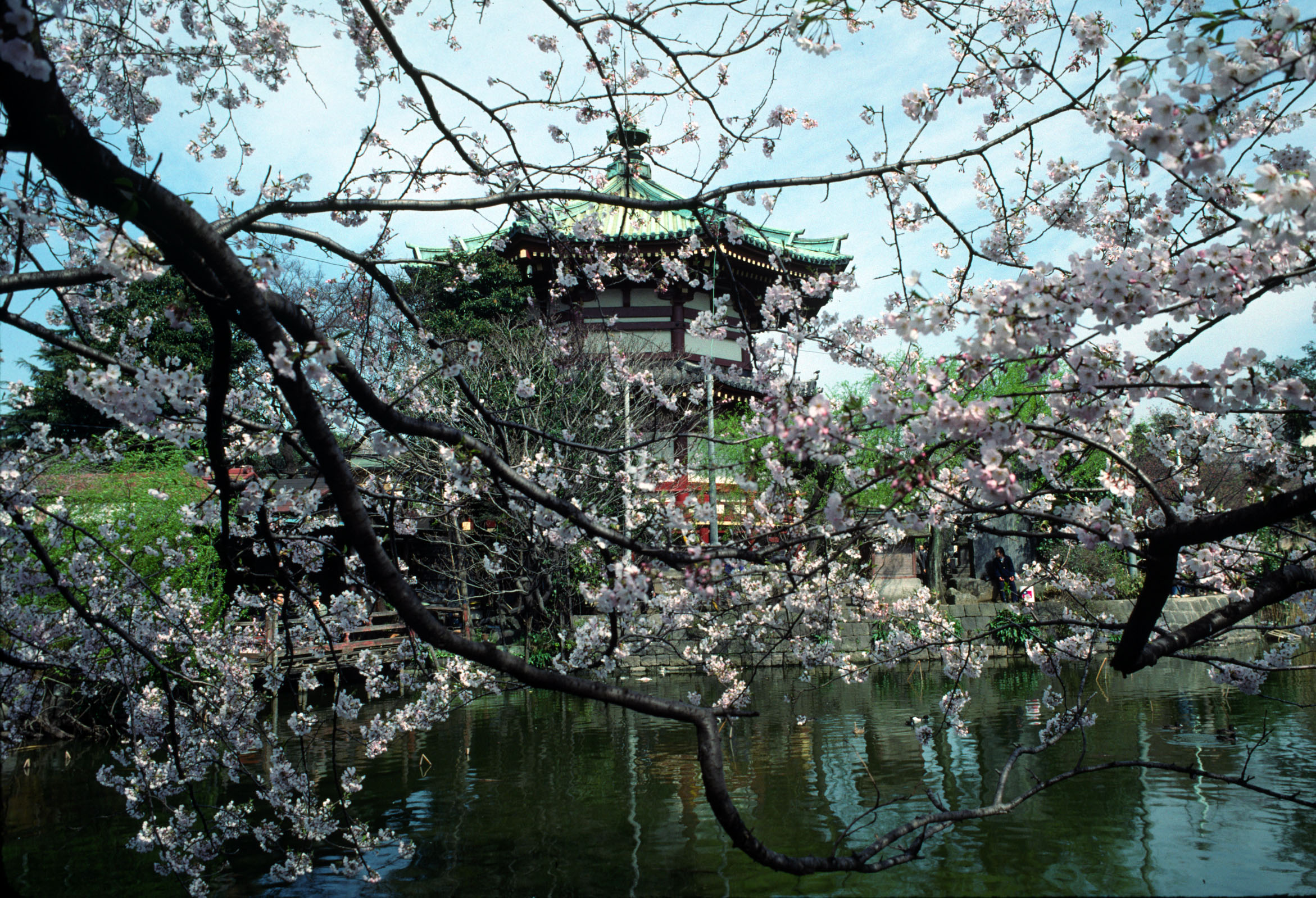
Benten-Schrein mit japanischer Blütenkirsche im Ueno-Park in Ueno, Tokio

Benzaiten (jap. 弁才天 oder 弁財天), auch Benten (弁天) oder Benzai-tennyo (弁財天女, wörtlich: „Himmelsgöttin der Beredsamkeit“) genannt, ist eine japanische, buddhistische Beschützergottheit, die jedoch auch im Shinto verehrt wird und dort zu den Sieben Glücksgöttern (Shichi Fukujin) zählt. Ihren Ursprung hat sie in der indischen Flussgöttin Sarasvati, die sowohl im Buddhismus als auch im Hinduismus verehrt wird.

## Attribute
Wie Sarasvati ist auch Benzaiten mit der Eloquenz, der Musik, der Kunst und der Weisheit verbunden. Weiterhin gilt sie als Beschützerin der Geishas, der Tänzer und der Musikanten, und verhilft mitunter auch zum Reichtum. Vor allem aber steht sie mit dem Element des Wassers in Verbindung. Daher sind auch die meisten ihrer Schreine auf kleinen Inseln, in Teichen oder auf dem Meer. Durch das Element des Wassers unterhält sie enge Verbindungen zu den Drachen und den Schlangen, beides mythologische Wassertiere. Auf manchen Abbildungen erkennt man eine kleine Schlange auf ihrem Haupt oder sie reitet auf einem Drachen.

## Darstellung
Auf frühen japanischen Darstellungen ist sie meist in chinesischer Rüstung, mit acht Armen, diversen Waffen und Gegenständen im Stil einer buddhistischen Beschützergottheit abgebildet. Seit sie aber zu den Sieben Glücksgöttern  gezählt wird (seit dem 16. oder 17. Jahrhundert), hat sich ihr Aussehen „vermenschlicht“. Sie erscheint zumeist als holde, anatomisch korrekte junge Frau mit einer japanischen Biwa-Laute in der Hand.

## Erzählungen
Eine der berühmtesten Benzaiten-Sagen schildert, wie sie einen Drachen, der einst viele Kinder verschlang, zähmte, indem sie seine Gemahlin wurde. Zum Dank errichtete man ihr den Enoshima-Schrein auf Enoshima nahe Tokio, eines der bekanntesten Benzaiten-Heiligtümer. In anderen Benten-Schreinen wird die Göttin aber auch als sehr eifersüchtig geschildert. Daher sollen Männer und Frauen diese Schreine nicht gemeinsam aufsuchen.